# 索伊察赫
索伊察赫（德語：Seuzach）是瑞士联邦苏黎世州温特图尔区的市镇。该市镇面积为7.56平方千米，海拔高度455米，2018年12月31日人口数为7,343。

## 外部連結
- 索伊察赫官方网站 （页面存档备份，存于） （德文）